# Bix Factor
(All about Jazz)
Bix Factor è l'undicesimo album di Mauro Ottolini pubblicato il 17 settembre 2012 ed il terzo con il gruppo musicale Sousaphonix, formazione da lui creata nel 2008.

## L'album
Il doppio cd nasce come colonna sonora ad un racconto fantastico scritto da Mauro Ottolini e Vanessa Tagliabue Yorke. Il libriccino allegato al cd, di 72 pagine, racconta la trama dove l'umanità, nel 2012, viene colpita da un virus, il Bacillus Imbecillibus Xenophosfobische che si diffonde per mezzo di trasmissioni televisive e radiofoniche più deteriori e che provoca accessi di consumismo, apatia e la morte. Personaggi reali come Igor Stravinskij, Woody Herman, Paul Whiteman, Marcel Duchamp, Bix Beiderbecke e personaggi di fantasia, si susseguono in viaggi temporali guidati dalla musica alla ricerca di una soluzione al problema.
Mauro Ottolini vuole omaggiare il jazz anni 20 di Bix Beiderbecke con gli stili dixieland, ragtime, jungle e blues rurale il tutto suonato completamente dal vivo arricchito da strumenti musicali originali dell'epoca. In tutto sono venti brani ripresi dal repertorio storico della prima stagione del jazz, a parte Buster Keaton Blues unico originale del lavoro. Il primo brano è  l'andante del Ebony Concerto di Stravinskij che anticipa classici come Tiger Rag, Davenport Blues, Buddy Bolden Blues, Lover Come Back to Me, I'm Coming Virginia, St. James Infirmary Blues e Soul of a Man.

## Tracce
Cd 1
1. Ebony concerto "andante"
2. Tiger Rag
3. Westlawn Dirge
4. All the Same
5. Buster Keaton Blues
6. Devenport Blues
7. Buddy Bolden Blues
8. Bay Mr. Bistu Sheyn
9. Lawd / You Made the Night Too Long !
10. Lover Come Back to Me

Cd 2
1. I'm Coming Virginia
2. Someday Sweetheart
3. Did You Hear About Jerry
4. St. James Infirmary Blues
5. Soul of a Man
6. Aunt Hagar's Children Blues
7. Hong Kong Blues
8. Changes
9. Singin' the Blues
10. Clarinet Marmelade

## Formazione
- Mauro Ottolini - trombone, sousafono, voce
- Vanessa Tagliabue Yorke: voce
- Stephanie Ocean Ghizzoni: voce
- Vincenzo Vasi: voce, theremin, flauto a naso, giocattoli
- Paolo Degiuli: cornetta
- Mauro Negri: clarinetto, sax alto
- Dan Kinzelman: sax tenore, clarinetto, clarinetto basso
- Paolo Botti: viola, dobro
- Enrico Terragnoli: banjo, chitarra, podofono
- Franz Bazzani: pianoforte, armonio liturgico a pedali Galvan
- Danilo Gallo: contrabbasso
- Zeno De Rossi: batteria